# 서울특별시 청년창업센터
서울특별시 청년창업센터는 청년실업 해소를 목적으로 설립된 기관이다. 20~30대 예비창업자들을 지원하여 돕는 활동을 하고 있다. 지식창업, 일반창업, 기술창업의 세 분야로 창업 분야를 나누고 있으며, 예비창업자들에게 1년간 서울특별시가 보유한 장소를 창업공간으로 임대하거나 창업자금을 지원하고 각종 창업교육과 컨설팅을 실시하고 있다.